# African Storybook
L'African Storybook (ASb) —literalment Llibre de contes africans— és una iniciativa d'alfabetització que proporciona llibres de contes amb llicència oberta per a la lectura primerenca en els idiomes de l'Àfrica. Desenvolupat i allotjat per Saide, l'ASb té un lloc web interactiu que permet als usuaris llegir, crear, descarregar, traduir i adaptar històries. La iniciativa aborda la greu escassetat de llibres de contes infantils en llengües africanes, crucial per al desenvolupament de l'alfabetització dels nens. El setembre de 2017 hi havien més de 800 històries úniques en 111 llengües parlades a l'Àfrica, incloent l'anglès, el francès i el portuguès, amb un total de més de 4600 històries.

## Història
Segons l'Informe de Seguiment Mundial d'Educació de la UNESCO 2013/2014, 30 milions de nens a l'Àfrica subsahariana es troben fora del sistema escolar i més de la meitat dels nens que arriben a quart grau, no han aprés conceptes bàsics de lectura. Aquests reptes estan relacionats i agreujats per l'escassetat de llibres infantils disponibles a l'Àfrica, particularment en llengües africanes; el principal impuls per a la iniciativa d'ASb. El desenvolupament de l'alfabetització de la llengua materna, abans de la transició a una llengua vehicular com l'anglès o francès, és la política en la majoria de països de l'Àfrica subsahariana, i està recolzat per la iniciativa de l'African Storybook.
A causa del baix poder adquisitiu i la demanda de llibres de contes a l'Àfrica, juntament amb la gran quantitat d'idiomes, són molt pocs els títols i productes editorials convencionals en llengües africanes. El model de publicació digital amb llicència oberta de la iniciativa African Storybook, en canvi, fa possible que els usuaris puguin imprimir, mostrar, i llegir històries en dispositius mòbils. L'ASb també posa a l'abast de les comunitats que necessiten llibres de contes per a la lectura primerenca en les llengües conegudes, la creació de contingut en forma d'escriptura i traducció. L'ASb ha estat finançant per Comic Relief del Regne Unit.
El llançament oficial de la pàgina web va tenir lloc a Pretòria, Sud-àfrica, el juny de 2014, amb finançament de la Unió Europea. El mateix mes hi va haver una cimera d'ASb a la Universitat de British Columbia a Vancouver per avançar els objectius de la iniciativa i forjar connexions amb d'altres organitzacions.

## Països pilots
Per fer un aprova pilot del lloc web i dels contes infantils, la ASb va treballar el 2014/2015 amb 14 llocs pilots a Sud-àfrica, Kenya, i Uganda: escoles i biblioteques comunitàries que representen l'audiència d'objecte de la iniciativa. Els llocs pilots van experimentar amb diversos mètodes de lliurament de contes adequats per a contextos rurals i periurbans d'Àfrica: projecció digital d'històries descarregades utilitzant projectors de dades manuals i versions d'impressió de baix cost dels llibres de contes per a lectura individual. A més, es fa molta promoció per promoure la seva implementació sistèmica a les escoles, en la formació del professorat i en les xarxes de biblioteques dels països pilots.
Els llocs pilot van experimentar diversos mètodes de lliurament de contes adequats per a contextos rurals i periurbans d'Àfrica: projecció digital d'històries descarregades utilitzant projectors de dades manuals i versions d'impressió de baix cost dels llibres de contes per a lectura individual. A més, hi ha una forta promoció per promoure la implementació sistèmica a les escoles, l'educació dels professors i les xarxes de biblioteques als països pilot.

## Els contes
La gran majoria d'històries i contes que conté el lloc són d'autors africans, principalment folklore tradicionals i històries contemporànies, així com alguns poemes i cançons. Dels més de 2500 relats, més de la meitat han estat «aprovats per ASb», el que significa que la iniciativa ha comprovat el contingut i el llenguatge dels llibres de contes. Totes les històries estan il·lustrades, ja sigui per il·lustradors professionals o pels mateixos usuaris.